# Milda Valčiukaitė
Milda Valčiukaitė (ur. 24 maja 1994) – litewska wioślarka, brązowa medalistka olimpijska z Rio de Janeiro.
Zawody w 2016 były jej pierwszymi igrzyskami olimpijskimi.  W Brazylii zajęła trzecie miejsce w dwójce podwójnej, partnerowała jej Donata Vištartaitė. W tej konkurencji była mistrzynią świata i Europy w 2013, ma również w dorobku srebro kontynentalnego czempionatu z 2014.